# Cometa extinto
Cometas extintos são cometas que expeliram a maior parte do gelo volátil e têm pouco para formar uma cauda ou coma. O material volátil contido no núcleo cometário evapora-se, e tudo que sobra é uma rocha inerte ou pedras que se parecem com um asteroide. Os cometas podem passar por uma fase de transição à medida que se aproximam da extinção. Um cometa pode estar dormente em vez de extinto, se seus componentes voláteis estiverem selados abaixo de uma camada superficial inativa.

## História
Thomas Rutherford, em 1748, supôs que os cometas fossem formados de matéria sólida, como os planetas, e não de matéria volátil. Os cometas, portanto, seriam astros fixos e duráveis, assim como os planetas. Seu raciocínio foi baseado na observação de cometas que passaram muito próximos ao Sol e que, aparentemente, não sofreram nenhum efeito. De fato, o cometa de 1680 passou, em 18 de dezembro, a 6 milésimos de uma unidade astronômica e recebeu uma quantidade de calor vinte e oito mil vezes maior do que o calor de um dia de verão, pois a quantidade de luz é inversamente proporcional ao quadrado da distância. Se o cometa fosse formado de vapores, estes teriam sido consumidos ou dissipados, mas como o cometa permaneceu inteiro após a passagem pelo periélio, conclui-se que os cometas são feitos de material fixo e durável, como os planetas.

## Natureza dos cometas extintos

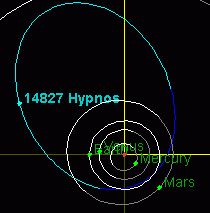
A órbita excêntrica (0.66), como a de um cometa, do Hypnos.

Com o tempo, a maior parte do material volátil em um núcleo cometário evapora-se, e o cometa se torna um bloco de rochas ou pedras pequeno, escuro e inerte que pode ser confundido com um asteroide.
Outros tipos relacionados de cometas incluem os cometas em transição, que estão perto de se tornar extintos, como os que foram buscados na busca do Hubble por cometas em transição.
Cometas dormentes são aqueles cujos materiais voláteis podem estar selados, mas que tem superfícies inativas. Por exemplo, 14827 Hipnos pode ser o núcleo de um cometa extinto que está coberto por uma crosta de vários centímetros de espessura que impede que qualquer componente volátil seja ejetado.
A expressão cometa dormente também é usada para descrever cometas que podem se tornar ativos, mas não estão ejetando gases ativamente. Por exemplo, 60558 Equeclo apresentou uma coma cometária e agora também tem a designação cometária de 174P/Equeclo. Após passar pelo periélio no início de 2008, o centauro 52872 Ocírroe aumentou seu brilho de forma significante..

## A distinção entre cometas e asteroides
Quando foram descobertos, os asteroides pareciam uma classe de objetos distinta dos cometas, e não havia um termo unificado para os dois até que "Corpo menor do Sistema Solar" foi usado em 2006 pela IAU. A diferença principal entre um asteroide e um cometa é que um cometa apresenta uma cauda devido à sublimação de gelos próximos da superfície pela radiação solar. Poucos objetos acabaram sendo duplamente listados por que foram classificados primeiro como asteroides mas mais tarde apresentaram evidência de atividade cometária. Inversamente, alguns (talvez todos) os cometas sofrem eventualmente a depleção dos gelos voláteis de sua superfície e se tornam asteroides. Uma outra distinção é que cometas tipicamente possuem órbitas mais excêntricas que os asteroides; a maioria dos "asteroides" com órbitas notavelmente excêntricas são provavelmente cometas dormentes ou extintos.Além disso, teoriza-se que eles sejam objetos comuns entre os corpos celestiais que orbitam próximo ao Sol.
Perto de seis por cento dos asteroides próximos da Terra podem ser núcleos de cometas extintos que não mais apresentam jatos de gás.

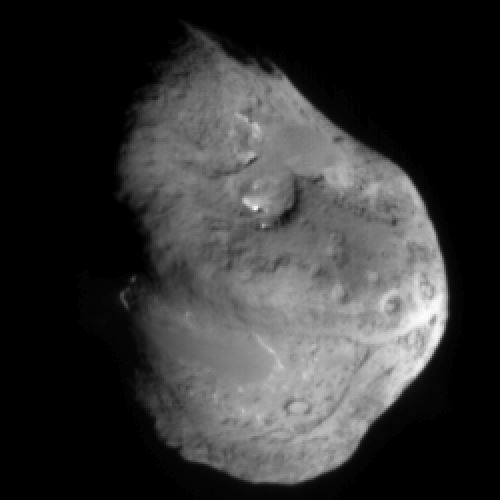
Núcleo cometário do 9P/Tempel 1 conforme fotografado pela sonda espacial Deep Impact da NASA

## Cometas extintos
A lista de corpos que se supõe sejam cometas extintos incui:
- 2101 Adônis
- 3200 Faetonte[9]
- 3552 Dom Quixote[9]
- (137924) 2000 BD19
- P/2007 R5 (SOHO 1)[7]
- 14827 Hipnos[5]